# Врэн-Люка, Дени
Дени́ Врэн-Люка́ (фр. Denis Vrain-Lucas; 1818, Шатодён [по другим источникам — Ланнере], Эр и Луар, Центр, Франция — 1881 [?], там же) — французский фальсификатор. Прославился тем, что за 8 лет сумел в одиночку создать 27 тысяч подложных писем, приписав их великим людям прошлого. Весь этот огромный корпус был приобретён математиком и коллекционером старинных рукописей Мишелем Шалем за сумму в 140 тысяч франков.
Мошенник был разоблачён случайным образом, когда Шаль, волнуясь, что порция очередных «древностей» задерживается, потребовал его ареста, опасаясь вывоза «национального достояния» за границу. Судебные эксперты с непреложностью доказали, что «корпус Шаля», как в дальнейшем стали называть проданные Люка подделки, полностью фальшив. Академик стал всеобщим посмешищем, а Люка отправился на два года за решётку в парижскую тюрьму Мазас.
Этот эпизод вдохновил Альфонса Доде, который включил его в свой роман «Бессмертный».

## Детство и юность
До настоящего времени о жизни и деятельности того, кто получил известность под именем «короля фальсификаторов», известно немного. Дени Врэн-Люка родился в семье подёнщика и служанки в Ланнере, близ Шатодёна. По всей видимости, будущий фальсификатор получил весьма скромное начальное образование и вынужден был батрачить на местных фермеров. В судебных протоколах он описывается как «человек маленького роста без определённых занятий». В потрёпанном паспорте, изъятом у него во время обыска, в графе «профессия» проставлено «слуга». В любом случае, в подобном униженном положении он пробыл сравнительно недолго. Сам Люка в своём письме Мишелю Шалю, рассказывая о своей юности, отмечал, что некий неназванный «меценат» отправил его в Парижскую Сорбонну, но юноша недолго задержался в столице, оказавшейся не по карману сыну подёнщика, и был вынужден вернуться в Шатодён. Здесь он «женился на местной девушке», но его жена вскоре умерла при родах. Однако неизвестно, насколько мошенник был честен в изложении собственной биографии.
С достаточной надёжностью жизнь Врэн-Люка можно проследить начиная с 1838 года. В это время 20-летний юноша подвизался в Шатодёне, вначале в качестве стряпчего, затем — судебного клерка и наконец — служащего ломбарда. Подобное унылое существование угнетало деятельного и честолюбивого Дени, обладавшего к тому же определённым литературным даром. Понимая, что его скромного образования недостаточно, чтобы найти для себя место в жизни, более соответствующее его желаниям, он просиживал часы напролёт в библиотеке Шатодёна, вызывая восхищение библиотекарей своей трудоспособностью и упорством. В 1848—1850 годах, пробуя себя на поэтическом поприще, он написал патриотическую оду под названием «Божественность», элегию «Гирлянда Флоры, или мелодии природы», эпиграмму и даже рифмованную апологию. Часть его литературного наследия уцелела до сих пор, но вскоре сам Врэн-Люка охладел к этому занятию, резонно рассудив, что не может создать ничего выдающегося. В самом деле, «Гирлянда Флоры» начинается весьма откровенными словами:
Ты думаешь, поэтов конь Пегас
Тебя безродного, безденежного примет,
И прямиком доставит на Парнас?
Вместо этого он посвятил все силы изучению истории, часами вчитываясь в труды учёных и старинные манускрипты.
В 1852 году, наконец решившись, он отправился в Париж. Впрочем, как было уже сказано, своим прилежанием и упорством он сумел снискать себе симпатии библиотекарей, завёл полезные знакомства. Один из его новых друзей, мсье Ру, преподаватель шартрского лицея, любитель и коллекционер старинных рукописей, хлопотал за него перед директором Императорской библиотеки и, наконец, заручился обещанием последнего предоставить Врэн-Люка место служащего в здании на улице Ришельё. Библиотекарь Шатодёна аббат Саразэ отметил на полях записи об очередной выданной книге: «Трудолюбивый мсье Люка отправляется в Париж. Он заслужил того, чтобы выбиться в люди, этот юноша из Ланнере, сам себе давший образование».
Однако в Париже Врэн-Люка ждало жестокое разочарование: чтобы получить место библиотекаря, требовался диплом бакалавра. Для сына подёнщика, едва ли закончившего начальную школу, это было непреодолимым препятствием. Вслед за императорской библиотекой ему отказала и библиотека Огюста Дюрана, директор которой был закадычным другом мсье Ру, однако ничем не смог помочь его протеже, так как для получения искомого места требовалось хорошее знание латинского языка.
Неизвестно, что произошло бы далее, но случай свёл Врэн-Люка с неким Летеллье, владельцем конторы Куртуа-Летеллье, специализировавшейся на составлении родословных. Молодого честолюбца не остановило даже то, что контора эта пользовалась в деловых кругах весьма нелестной репутацией, уверяли, что из-под пера тамошних сотрудников выходят фальшивые документы. Врэн-Люка интересовало лишь то, что работа агента по сбыту, которому вменялось в обязанность выискивать потенциальных клиентов, давала ему достаточно денег, чтобы выжить, и достаточно свободного времени, чтобы продолжать заниматься изучением истории и вновь просиживать часами в библиотеках, на этот раз в парижских. Если верить финансовым документам того времени, он оказался на этом поприще весьма успешен, принеся своему нанимателю 60 тысяч франков. Тогда же он стал завсегдатаем библиотеки Мазарини, библиотеки Арсенала, Императорской библиотеки и наконец библиотеки Святой Женевьевы, откуда его выгнали прочь со скандалом, буквально в последнюю минуту предотвратив попытку вырезать страницы из понравившейся книги.
В это же время он стал студентом Сорбонны, прилежно посещал лекции специалиста по истории философии Жана-Филибера Дамирона, Ленормана и Герузе, и, наконец, вновь благодаря протекции мсье Ру в 1856 году он получил место члена-корреспондента Археологического общества департамента Эр и Луар. Впрочем, у самого Врэн-Люка особого восторга это назначение не вызвало; судя по сохранившимся документам, он никогда не принимал участия в работе Общества, единственный раз вызвавшись заняться классификацией материалов из больничных архивов Шатодёна, но и это дело не довёл до конца, по всей видимости, из-за своих более чем скромных познаний в латыни. Подождав 18 месяцев и ничего не добившись, президент Общества вынужден был передать эту работу другому.
Наконец, в 1861 или 1862 году он познакомился с Мишелем Шалем — астрономом, «лучшим геометром во Франции, ежели не во всем мире», главой кафедры геометрии императорского Политехнического института, членом Парижской академии наук, а также Стокгольмской, Мадридской, Римской, Петербургской, Берлинской, Брюссельской и других академий, крупным учёным и страстным коллекционером старинных рукописей. Кроме того, их объединяло общее происхождение — Шаль был родом из Шартра. Это знакомство стало для обоих роковым.
По воспоминаниям очевидцев, с этого времени Врэн-Люка стал ещё более замкнутым и вёл скромную, если не сказать аскетическую, жизнь. Если верить сыщикам, ведшим слежку за ним в последний месяц перед арестом, Дени Врэн-Люка жил на улице Сен-Жак вместе со своей любовницей. Каждый день в 11 утра он выходил из дома, причём, если позволяли средства, завтракал в кафе «Риш», если же денег не хватало, подкреплялся в молочной лавке. Затем он работал в Императорской библиотеке, откуда возвращался вечером, пообедав в ближайшем кафе, ни с кем не водил дружбы и не встречался. По предположению императорского прокурора, мошенник поставил своей задачей сколотить в короткое время капитал и своего добился.

## Начало авантюры

### Первые шаги
Предполагается, что первые уроки по изготовлению фальшивок и подделке почерка трудолюбивый провинциал получил в конторе Летеллье, где в качестве пробы пера сфабриковал для маркиза Дюпра набор документов, подтверждавших его родство с жившим за 500 лет до того кардиналом Дю Пра. Фальшивка была сделана столь искусно, что разоблачить её не смогли даже ведущие специалисты того времени.
Первый успех придал Врэн-Люка уверенности в своих силах. В 1854 году он занялся подделкой старинных писем, используя характерные для того или иного исторического периода письменные принадлежности и чернила, которые изготавливал самостоятельно. Первоначально он фальсифицировал письма, главным образом, французских авторов, выясняя необходимые исторические и биографические подробности в Императорской национальной библиотеке.

### Коллекция Мишеля Шаля

#### Несуществующие в природе документы

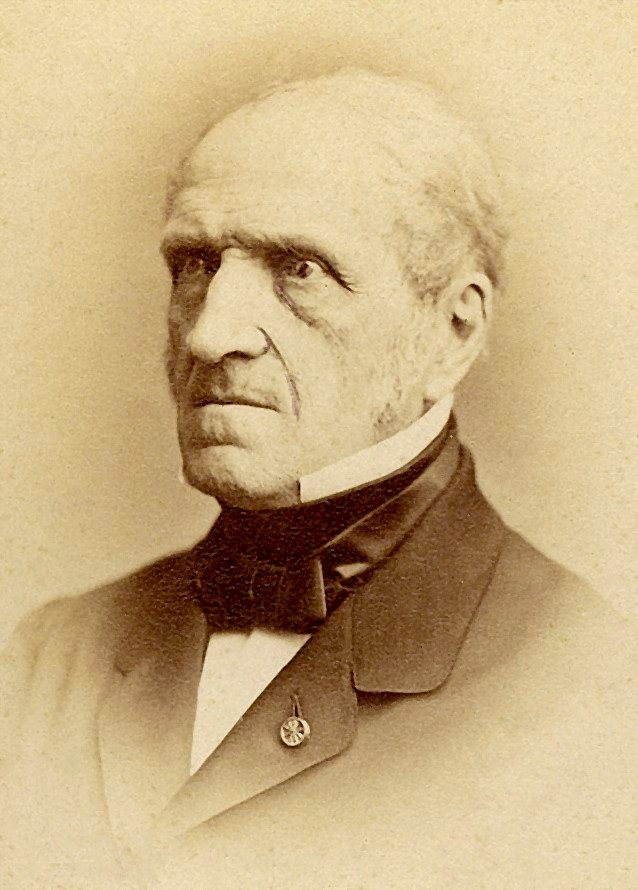
Мишель Шаль

Мишель Шаль, занявший место в академии наук в 1850 году, столкнулся с тем фактом, что его предшественник граф Либри, оставляя свой пост, прихватил с собой огромное количество старинных документов и рукописей, находившихся в собственности академии. Считая делом чести восполнить недостачу, Шаль доверительно поделился своими планами с земляком, и вот здесь находчивый мошенник понял, что его время пришло.
История, рассказанная им доверчивому учёному, выглядела следующим образом: ядро коллекции составляло собрание редких манускриптов, принадлежавших Блондо де Шарнажу, реально существовавшей личности. Этот пехотный офицер и страстный любитель генеалогических изысков публиковал, начиная с 1764 г., каталог своей коллекции, состоявший из 5 томов в одну двенадцатую листа. По всей видимости, этот каталог, попавшись на глаза мошеннику, послужил ему первым источником вдохновения. Впрочем, пытаясь таким образом «легализовать» свою продукцию, Врэн-Люка допустил первый серьёзный промах, так как собрание де Шарнажа большей частью состояло из документов на пергаменте, в то время как подделки Врэн-Люка писались исключительно на бумаге. Шаль, однако, благополучно не обратил внимания на эту несуразность, а сам мошенник, позднее спохватившись, отговорился тем, что к коллекции де Шарнажа позднее добавились архив французского друга Ньютона — Демезо — и множество других частных коллекций, сформировавших в конечном итоге архив более чем солидного размера.
В дальнейшем этот архив перешёл во владение французской короны, причём к и без того огромной коллекции прибавились ещё раритеты, якобы хранившиеся в Турском аббатстве. Известный деятель каролингского возрождения Алкуин, бывший в своё время настоятелем аббатства, якобы позаботился о том, чтобы добыть как можно больше разнообразных манускриптов, как французских, так и зарубежных. Позднее с ними работал Франсуа Рабле, затем турская коллекция попала в руки Фуко, и, наконец, раритеты благополучно дожили до революции, когда Людовик XVI, не желая, чтобы национальное достояние оказалось в «недостойных руках якобинцев», передал их некоему графу Буажурдену (на самом деле никогда не существовавшему). История эта была принята Шалем с полным доверием.
Этот вымышленный фальсификатором Буажурден, спасаясь бегством от террора, развернувшегося во время Великой Французской революции, якобы направился в Америку, прихватив с собой огромную фамильную коллекцию старинных писем и манускриптов. Однако судно, на котором он плыл, попало в шторм и разбилось о рифы близ американских берегов, сам граф утонул в волнах, а сундук с коллекцией попал в руки спасателей, был доставлен в Балтимор и позднее каким-то образом вернулся во Францию, в семью Буажурден.
Дальнейшая история в изложении Врэн-Люка выглядела следующим образом. Первое поколение владельцев из семейства Буажурден отнеслось к семейному архиву с полагающимся благоговением, однако один из их наследников, не столь щепетильный и к тому же постоянно нуждавшийся в деньгах, был готов продать Шалю несколько документов при условии, что сделка останется в тайне.
В качестве пробного шара Врэн-Люка предложил доверчивому математику фальшивое письмо Мольера за 500 франков, а затем столь же фальшивые письма Рабле и Расина по 200 франков каждое. Шаль немедленно купил их все, радуясь тому, что продавец не знает их подлинной цены: действительно, в любой букинистической лавке подобные раритеты стоили бы куда дороже. Шаль немедленно предложил мошеннику деньги за всю коллекцию целиком. Врэн-Люка был достаточно умён, чтобы отказаться от подобной сделки, намекнув, что продавец посвящает своё время бесконечному перечитыванию хранящихся у него сокровищ и расстаётся с ними с исключительной неохотой. Живя в огромном доме, превращённом в библиотеку, он сам потерял счёт хранящимся у него раритетам, и потому из необъятных недр аристократического дома в любой момент может всплыть самый неожиданный документ, причём даже не в одном, а в нескольких экземплярах, с вариациями и поправками; отличить же подлинник от копии представляется почти невозможным. Кроме того, опасаясь скандала, он якобы строго-настрого запретил посреднику называть его имя, угрожая в противном случае продать всю коллекцию за рубеж.
Впрочем, желая закрепить успех, Врэн-Люка предпринял следующий исключительно ловкий ход. Несколько дней спустя он явился к Шалю с сокрушённым видом и потребовал вернуть всё купленное, так как один из наследников, старик-генерал, пришёл в ярость, узнав, что семейные реликвии продают по частям. Испуганный Шаль принялся умолять мошенника, чтобы тот решил дело миром и любым способом убедил старика, что всё проданное будет находиться в надёжном месте, а новые продажи принесут ему самому и его родне круглую сумму. Покупатель, со своей стороны, клялся никому и ни под каким видом не открывать имени владельца бумаг и посредника. Конечно же, Врэн-Люка удалось «договориться», и мошенничество продолжило набирать обороты.
Этот трюк Врэн-Люка применял неоднократно, держа свою жертву в постоянном страхе, что источник раритетов однажды иссякнет. Шаль же, стремясь заручиться его поддержкой, добавлял к 25 % «комиссионных», которые Врэн-Люка, по его собственному уверению, получал от каждой продажи, немалые дополнительные суммы денег и щедрые подарки.

#### Изготовление фальшивок

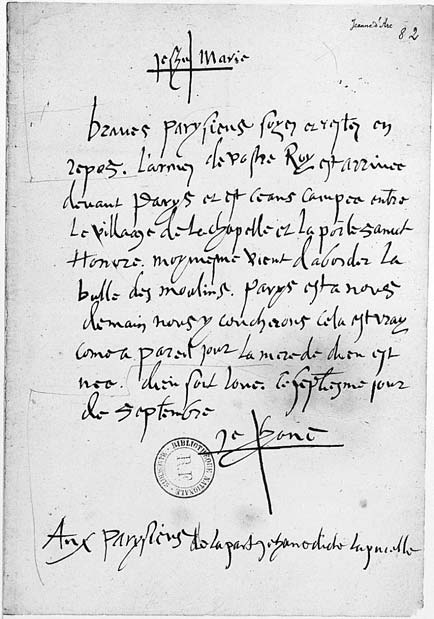
Письмо Жанны д’Арк парижанам. Подделка Врэн-Люка

Врэн-Люка обладал завидной трудоспособностью, работая буквально днём и ночью. Действительно, по современным подсчётам, он изготовлял около 10 тыс. фальшивых документов в год или около 30 в день. Бумага для их составления добывалась из пожелтевших от времени дешёвых книг, из которых вырезались чистые листы. Единственная проблема для мошенника состояла в том, что этих чистых листов было не так много, как хотелось, и на бумаге приходилось экономить. Внимательного читателя мог бы уже насторожить тот факт, что великие люди прошлого втискивали свои письма на небольшие листы бумаги, экономя буквально на каждой строке, но доверчивый академик и на это не обратил внимания. Кроме того, плохо образованный Врэн-Люка, совершенно не разбираясь в водяных знаках, по которым датировать документ также было несложно, заставлял Ньютона, Лейбница и прочих иностранцев писать на бумаге с королевскими лилиями. Шаль, также не разбиравшийся в подобных тонкостях, и это оставил без внимания. Для дополнительного состаривания своих работ Врэн-Люка, по собственному признанию, изобрёл особый метод, покрывая свежеизготовленные письма копотью над лампой и вымачивая их в морской воде для окончательного подтверждения истории о сундуке, плававшем по океану. Вначале, надо сказать, он несколько перестарался в этом вопросе, и первые полторы тысячи писем оказались практически нечитаемыми, но в дальнейшем усовершенствовал свою технику, и эта ошибка больше не повторялась. В другой раз, по его собственному уверению, Врэн-Люка загубил несколько писем, пытаясь закоптить их над открытым пламенем, в результате чего хрупкая старая бумага рассыпалась на мелкие кусочки. Впрочем, трудолюбивый мошенник постоянно совершенствовал свою кухню, так что к настоящему времени известны далеко не все его секреты. Так, он особенно гордился изобретённым им рецептом составления чернил, которые при нанесении на лист бумаги придавали ему желтоватый оттенок. Чернила Врэн-Люка выдержали даже проверку, которой их подверг коллега Шаля, химик Карре. По утверждению последнего, ему удалось открыть метод определения возраста чернил, состоявший в том, что органические вещества, содержащиеся в них, тем медленней растворяются в кислотной среде, чем раньше написан документ. В качестве подтверждения вместе со своими помощниками Баларом и Жаменом он опустил в кислотный раствор 15 подлинных документов 1577—1770 годов и 60 документов современной для него эпохи (1800—1867). Эксперимент длился 24 часа. Метод Карре прекрасно работал, дав единственный сбой: подделки Врэн-Люка при исследовании показали «большую давность», что надолго задержало разоблачение преступника.
Вывод химиков был однозначен:
Едва ли не все документы, принадлежащие мсье Шалю, будучи десятой частью своей площади погружены в соляную кислоту, оказывали сопротивление её действию в течение, можно сказать, чересчур долгого времени... Посему мы смеем полагать, что Академия вслед за нами согласится — если мошенничество имело место, его с весьма высокой вероятностью следует отнести к весьма давней эпохе.
Впрочем, осторожный химик всё же оговорился: «Я не могу утверждать этого наверняка, ибо нельзя окончательно исключить возможность, что мошенники используют особые чернила, придающие документу более древний вид, чем то есть на самом деле». Обуреваемый страстью к коллекционированию, Шаль предпочёл не заметить этого уточнения.
Ещё один ловкий приём, долгое время вводивший в заблуждение экспертов из академии наук, твердивших, что «стиль — это человек» и «презренный фальсификатор не в силах передать величественность звучания королевской речи», был на изумление прост. Мошенник держался подобного же мнения и потому, когда только мог, старался ничего не сочинять самостоятельно. Вместо этого он открывал подходящий современный фолиант и старательно копировал нужный текст, вставляя в него там и здесь лишь несколько слов, должных придать документу вид письма. Проиллюстрировать этот приём можно на примере фальшивого письма Паскаля, для составления которого был взят текст статьи «Вес» из Большой Энциклопедии Дидро и д’Аламбера (т. XII, стр. 444). Если выделить жирным шрифтом пометки, добавленные в текст мошенником, окончательный результат будет выглядеть следующим образом:
Мсье, 

Как я уже вам рассказывал, Галилей, разработавший истинную теорию веса, первоначально должен был исправить ошибку Аристотеля, полагавшего, что тела разного вида, находящиеся в единой среде, будут падать со скоростью, пропорциональной величине собственной массы. Галилей посмел усомниться в этом, несмотря на авторитет Аристотеля, и в конечном итоге установить, что сопротивление среды, в каковой движутся падающие тела, составляет единственную причину разницы в скорости, нужной им для достижения земли…
Я обнаружил (в подлиннике — «он обнаружил») что разница скорости их падения в разных средах зависит исключительно от плотности конкретной среды и отнюдь не от массы этих тел. Таким образом, вслед за Галилеем, я прихожу к выводу (в подлиннике — «Галилей пришел к выводу»), что сопротивление сред и величина и протяжённость поверхности разнообразных тел суть единственные причины, ответственные за то, что некоторые из тел падают вниз быстрее прочих. Поставив подобные же эксперименты, вы можете сами в том убедиться. Засим остаюсь
Мсье, 

Вашим покорным и преданным слугой,
Паскаль.
В тех же случаях, когда скопировать письмо было неоткуда и Люка вынужден был сочинять сам, письма носили характер предсказуемый и банальный, чаще всего выдавая пристрастия и вкусы своего автора. Так, например, великие люди прошлого один за другим оказывались страстными коллекционерами старинных рукописей, которые передавали из рук в руки, чем дополнительно поддерживалась легенда о неправдоподобно гигантском архиве Буажурдена.
Кроме фальшивых писем, мошенник использовал ещё один безотказный приём, увеличивая стоимость копеечной книги экслибрисом великого деятеля прошлого, которому она якобы принадлежала. Сам Врэн-Люка в своём «оправдательном мемуаре», написанном за решёткой, уверял, будто его коллекция частично состояла из подлинных документов, но бессовестный Шаль старался как мог занизить цену; когда же продавец начинал торговаться, он соглашался заплатить больше, если к основному документу прибавятся несколько дополнительных, так что Врэн-Люка буквально вынужден был прибегать к фальшивкам.
На деле этот хитроумный способ выглядел следующим образом. К примеру, бралась книга «Сто прекрасных фаблио, писанных прославленными латинянами и греками» авторства Марио Вердидзотти (Венеция, 1613 год), и в ней ставился фальшивый экслибрис Лафонтена, который якобы вдохновлялся этим сочинением, работая над своим сборником басен. Шаль заплатил за этот том 800 франков, затем, видимо усомнившись, проверил по каталогу Брюне, сколько может стоить подобное издание. Результат был неутешителен: стоимость выпуска 1570 года составляла 48 франков в случае, если издание было особенно богато иллюстрировано и переплетено. Обычный вариант оценивался в 24 франка, а издание 1613 года, только что им приобретённое, и вовсе в 2—3 франка. Подобное несоответствие не мог не заметить даже доверчивый Шаль и при следующей встрече упрекнул Врэн-Люка в чрезмерном завышении цены. Мошенник немедленно согласился с этим и со своей стороны предложил выход: если академик согласится добавить к уплаченному ещё сто франков, в его руках окажутся 12 писем Блеза Паскаля. Мишель Шаль более чем охотно согласился, обогатив ловкача на 900 франков в обмен на 2—3 франка, потраченных на книгу, и столь же скромную сумму, которая пошла на приобретение бумаги и чернил.
Ещё один подобный том «Новый мемуар по истории картезианства», опубликованный в 1711 году и не имевший никакой исторической ценности, был украшен заметками на полях, сделанными якобы рукой Ньютона и мифического графа Буажурдена. Мошенник выручил за эту хитроумную подделку 1200 франков наличными.
Ещё один безотказный приём состоял в том, что Врэн-Люка приносил Шалю письма и заметки с неразборчивой подписью, причём якобы не знал, чьему перу они принадлежат. Шаль немедленно открывал справочник, и тайное становилось явным, после чего мошеннику немедленно доставалась очередная круглая сумма.
Наконец, по свидетельству самого Шаля, сделанному во время судебного слушания, он порой менялся с мошенником документами, получая вместо подлинных средневековых рукописей фальшивки. Вдобавок Люка брал у него деньги взаймы, причём возвращал со значительным опозданием, а также брал почитать и благополучно «терял» подлинные средневековые фолианты.

#### Состав коллекции

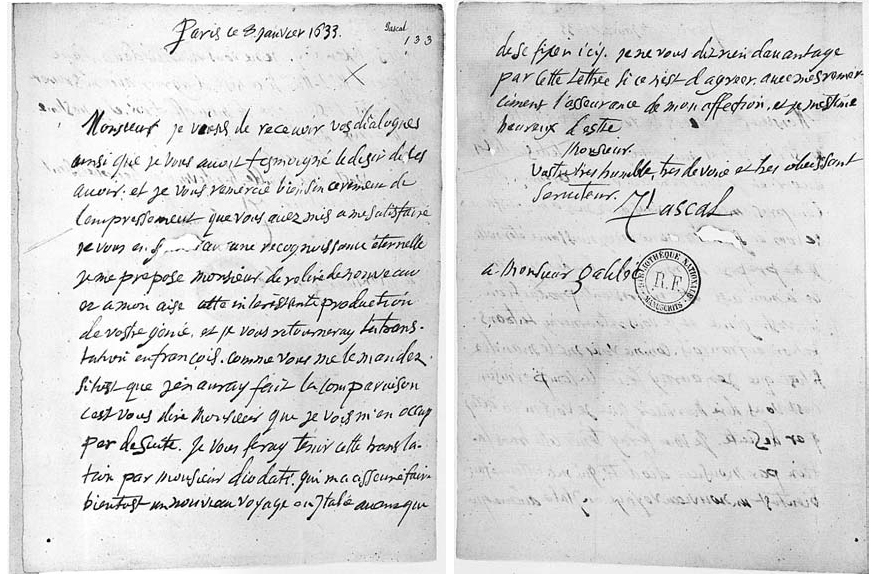
Письмо Паскаля к Галилею. Одна из самых известных фальшивок Врэн-Люка

Восторг академика, заполучившего в свои руки столь редкостные документы, был так велик, что за восемь лет, которые длилась авантюра, он даже не подумал проверить, существовал ли на свете дворянский род Буажурденов и действительно ли один из их предков погиб при кораблекрушении, оставив в наследство новому поколению богатый архив рукописей.
Вначале Врэн-Люка проявлял достаточную осторожность, продавая Шалю письма французских авторов, живших в сравнительно недавнем прошлом, но в скором времени осмелел, и в ход пошли письма Ньютона, Шекспира и, наконец, Александра Македонского, Клеопатры, Цезаря и даже Марии Магдалины. Самое забавное состояло в том, что все эти исторические персонажи, принадлежавшие к разным нациям и разным эпохам, переписывались на хорошем французском языке, мало чем отличавшемся от языка XIX века. Впрочем, у Врэн-Люка и для этого готово было объяснение: конечно же, речь шла не об оригиналах, а о переводах XVI века, выполненных Рабле в Турском аббатстве. Оригиналы с тех пор затерялись, но переводы эти считал достоверными сам Людовик XIV, включивший их в собственную коллекцию, причём деятельное участие в розыске принимала знаменитая мадам Помпадур.
Содержание писем было порой настолько нелепым, что уже само по себе могло насторожить более скептически настроенного человека, но, ослеплённый своей страстью к старинным манускриптам, Шаль упорно ничего не желал замечать. К примеру, одна из жемчужин его коллекции, письмо Марии Магдалины воскресшему Лазарю, читалось следующим образом:
Мой горячо любимый брат, что касается Петра, апостола Иисуса, надеюсь, что мы скоро увидим его, и я уже готовлюсь к встрече. Наша сестра Мария также рада ему. Здоровье у неё довольно хилое, и я поручаю её твоим молитвам. Здесь, на земле галлов, мы чувствуем себя так хорошо, что в ближайшее время домой возвращаться не собираемся. Эти галлы, которых принято считать варварами, совсем не являются ими, и из того, что мы здесь наблюдаем, можно сделать вывод, что свет наук разольется отсюда по всей земле. Мы хотели бы видеть и тебя и просим Господа, чтобы он был милостив к тебе.
По ядовитому замечанию венгерского исследователя Иштвана Рат-Вега, рассказавшего об этом казусе в своей книге «История человеческой глупости», «размахивающие светящимися факелами науки предки галлов нужны были в письме, чтобы французское сердце Шаля вздрогнуло, и он не жалел денег на документ, с огромной силой доказывающий гениальность галлов». Впрочем, тягой к посещению Франции страдали и другие персонажи Врэн-Люка, в частности, Клеопатра также умудрилась побывать там, отписав Цезарю, что и она сама, и их общий сын чувствуют себя после путешествия прекрасно.
Анахронизмы, содержавшиеся в тексте фальшивых писем, носили порой совершенно водевильный характер. Так, девятилетний Алкуин переписывался по теологическим вопросам с Бедой Достопочтенным; мать Ньютона, благодаря Блеза Паскаля за «покровительство, оказанное её сыну», подписывалась почему-то девичьей фамилией; к Венсану де Полю обращались «блаженнейший святой», при том, что он был канонизирован через много лет после смерти; Верцингеториг умудрился выдать охранную грамоту историку Трогу Помпею, жившему 60 лет спустя после смерти великого галла; наконец, как верх нелепости, древнегреческий историк Страбон, умерший в начале нашей эры, переписывался со средневековым французским прелатом, автором «Истории Карла VI» Жювеналем дез Юрсеном, по-видимому, сумев изобрести машину времени. Ослеплённый своей страстью к коллекционированию, Шаль не замечал ничего.
На момент ареста Дени Врэн-Люка его коллекция состояла из 27 тысяч 320 единиц. Она включала 74 подлинных печатных издания XVI—XVIII веков, не представлявших, впрочем, никакой исторической ценности (22 из них были украшены фальшивыми заметками на полях, сделанными якобы известными деятелями прошлого и мифическим графом Буажурденом), 500 книг с фальшивыми экслибрисами и, наконец, письма и заметки, принадлежавшие якобы перу 660 различных знаменитостей, начиная от Плиния и Юлия Цезаря и кончая Ньютоном и Лейбницем. Кроме того, по уверениям самого мошенника, он ещё задолжал Шалю 2949 документов, за которые успел получить задаток. Среди них 36 якобы принадлежали перу короля Иакова, 110 — поэту Ротру, 140 — Людовику XIV, 22 — астроному и географу Птолемею, 274 охранных грамоты — Жанне д’Арк и т. д. Из всего этого гигантского архива 25 единиц Шаль презентовал Французской академии, ещё несколько отправил в дар Флоренции, но большинство так и осталось в его доме, где и было найдено судебными экспертами.

### Другие жертвы мошенничества
Уже на суде над Дени Врэн-Люка стало известно, что, не ограничившись Шалем, тот пытался найти и другие пути сбыта своей продукции. В частности, он продал мсье Белею, сотруднику Министерства общественного труда, письма Маргариты Алансонской, Рабле, Монтеня и Ротру, но, вовремя узнав об этом, Шаль выкупил раритеты за 200 франков.

## Разоблачение

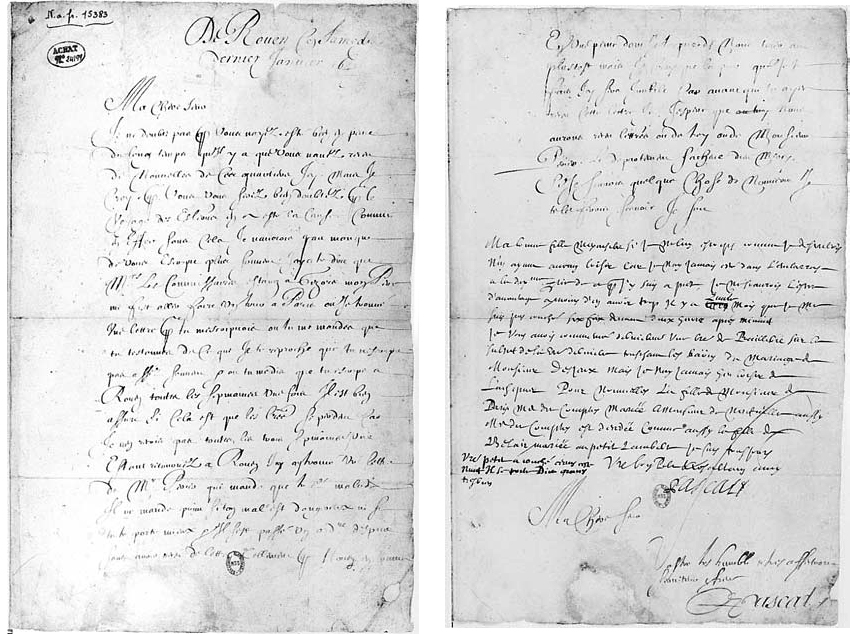
Письмо Паскаля сестре. Подлинник. Сравните почерк, которым написана фальшивка, с подлинным почерком Паскаля

Неизвестно, сколько времени мог бы продолжаться обман, но конец ему положило тщеславие самого Шаля, который не смог удержаться от соблазна во всеуслышание объявить об имеющихся в его распоряжении раритетах.
Впрочем, начиналось всё достаточно гладко, добротно выполненные подделки Врэн-Люка не вызвали вопросов у флорентийцев, когда к 600-летнему юбилею Данте Алигьери академик Шаль подарил им автограф великого поэта. Столь же доверчиво представитель Бельгийской академии принял от Шаля два письма (из имеющихся пятнадцати) от императора Карла V Габсбурга к мэтру Франсуа Рабле.
Наконец, 8 июля 1867 года Французская академия, готовившая торжественное мероприятие, посвящённое своему столетнему юбилею, столь же охотно приняла в дар два письма Жана Ротру к всесильному министру Ришельё, в которых поэт советует открыть в Париже «академию» по образцу тулузской, созданной Клеманс Изор. Более того, академия опубликовала эти письма в очередном выпуске своего бюллетеня. Никого не насторожил даже тот факт, что письма были посланы за 33 года до официальной даты основания. Впрочем, проверка в данном конкретном случае действительно была невозможна: историкам не было известно ни одного подлинного письма поэта.
Однако следующее заявление Мишеля Шаля оказалось роковым: снедаемый патриотическим чувством, он решил доказать на основе документов своей коллекции, что Ньютон был не более чем плагиатором, укравшим формулу закона всемирного тяготения у Блеза Паскаля. Впрочем, первая реакция президента академии Шеврея была опять же скорее доброжелательной. Благодаря своего коллегу за щедрость, Шеврей пригласил его выступить на очередном заседании и объявить о своих сенсационных находках. Шаль согласился с оговоркой, что исследование не закончено и его сообщение будет носить предварительный характер.
Доклад был сделан 15 июля того же 1867 года, причём в доказательство своих слов Шаль предъявил два письма Паскаля Роберту Бойлю и ещё четыре другим корреспондентам, в которых великий француз описывал свои опыты по наблюдению за взаимным притяжением физических тел и свой расчёт взаимодействий Солнца, Сатурна, Юпитера и Земли.
Как и следовало ожидать, подобное объявление вызвало более чем неоднозначную реакцию. Часть академиков в пылу патриотического восторга встретила сообщение Шаля громом аплодисментов. С другой стороны, на заседании 22 июля физик Дюамель осторожно заметил, что в письмах используются количественные измерения и формулы, которые при жизни Паскаля ещё не были известны. На следующем заседании Бернар д’Эвре поддержал скептиков, заметив, что цифры, приведённые в письмах, в точности совпадают с расчётами Ньютона, сделанными в 1726 году, то есть 60 лет спустя после смерти Паскаля. Историк Проспер Фожер, специально занимавшийся изучением жизни и деятельности выдающегося физика, заявил, что Паскаль никогда не интересовался астрономией; более того, в его архиве нет ни слова о законе всемирного тяготения, письма же содержат большое количество ошибок и неточностей, и сам стиль изложения резко отличается от других известных его писем; кроме того, почерк, которым они написаны, не совпадает с подлинным почерком Паскаля, сохранившимся в манускрипте «Мыслей о религии», хранившемся в Императорской библиотеке. На Мишеля Шаля это не произвело ни малейшего впечатления.
Борьба «за» или «против» приоритета Паскаля растянулась на два следующих года (с 15 июля 1867 по 13 сентября 1869). Шаль отчаянно защищался. Его следующим доказательством (29 июля) стали письма Паскаля самому Ньютону, в то время 12-летнему мальчику, в которых французский мэтр, советуя ему «учиться и работать над собой», рассказывает о своих учёных занятиях. Эти новые «доказательства» (всего 53 документа), конечно же, вышли из мастерской Дени Врэн-Люка. Следует заметить, что, работая в отчаянной спешке, фальсификатор допустил заметный промах, назвав закон аттракции (то есть притяжения) «законом абстракции». Эта ошибка была, впрочем, исправлена в следующей порции писем, представленной Шалем 12 августа.
Спор, между тем, продолжался. Англичане, в свою очередь, были шокированы подобным покушением на приоритет Ньютона. Физик Дэвид Брюстер потребовал себе копии «писем Паскаля» и, старательно исследовав, объявил их «жалкими фальшивками». Также он указывал, что Ньютон стал интересоваться физикой много позже, в 12-летнем возрасте его, как любого мальчика, интересовали только воздушные змеи, игрушечные мельницы и солнечные часы. Брюстера поддержал директор астрономической обсерватории Грант, отметив, что количественные данные, относящиеся к массе и плотности планет, а также силе свободного падения на их поверхности, которые якобы приводит в письмах Паскаль, принадлежат Ньютону, однако появляются не в первой его работе (1687 года), а в третьей — датированной 1726 годом. Кроме того, англичане указывали, что в архиве Ньютона нет никаких следов переписки с Паскалем и никаких упоминаний о работах последнего.
У Шаля и на это нашлось возражение. По его версии, Ньютон, завидуя французскому коллеге, уничтожил все следы своих связей с ним, чтобы безнаказанно присвоить себе приоритет открытия. Атмосфера продолжала накаляться, в спор, затрагивающий национальную гордость французов, втягивались всё новые и новые силы, вплоть до премьер-министра Луи Адольфа Тьера.

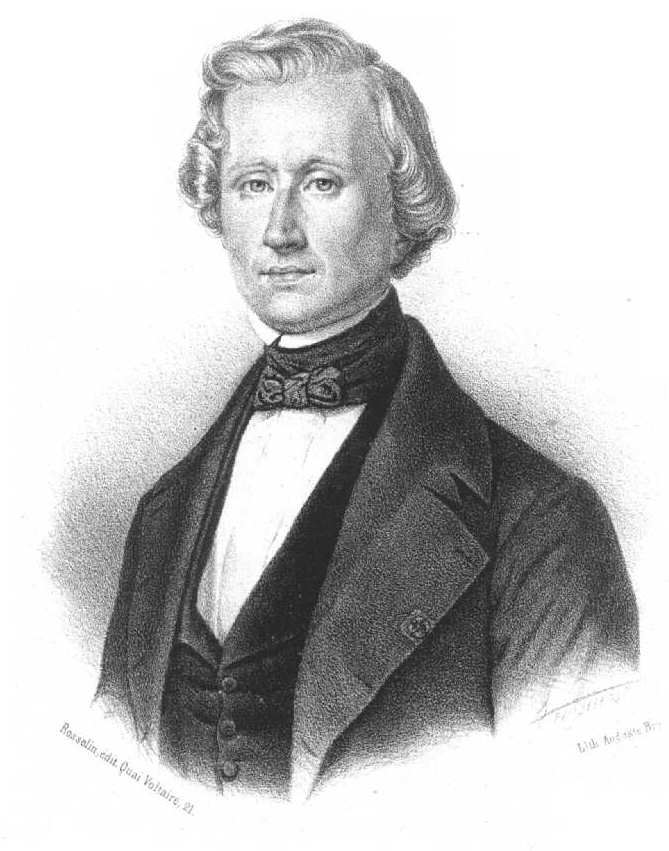
Урбен Леверье — разоблачитель фальшивки

Новые доказательства, которые Шаль предъявлял скептически настроенным коллегам (7 октября), включали письма Людовика XIV Якову II, письма Ньютона Паскалю и, наконец, переписку 17-летнего Паскаля с Галилеем, из которых следовало, что великий флорентиец рассказывал Паскалю о своих опытах с качающимся маятником и бросанием шаров с вершины Пизанской башни и передал последнему все касающиеся этого расчёты. В ответ на замечание Дюамеля (12 августа), что в таком случае Ньютон «украл» бы закон всемирного тяготения у Ферма и Декарта, Шаль предъявил очередное письмо, на сей раз от Паскаля к Ферма, опровергающее подобное утверждение, и дополнительно к тому письма Гюйгенса, Мариотта, Ньютона, кардинала Полиньяка и Мальбранша, из которых с необходимостью следовало, что Паскаль, опираясь на результаты Галилея и Кеплера, «создал небольшой трактат», в котором излагал закон взаимного притяжения тел.
Грант ответил на это новым письмом, зачитанным в академии 11 ноября, в котором указывал, что в год отправки «своего» письма Галилей был уже совершенно слеп, и, кроме того, спутник Сатурна, о котором он рассказывает, был открыт лишь в 1655 году — через много лет после его смерти.
18 ноября Шаль положил на стол президента очередную порцию писем Галилея к своему ученику Вивиани, Гюйгенсу, Бульо, Кассини и т. д., из которых следовало, что хитрый флорентиец лишь симулировал слепоту, желая таким образом ввести в заблуждение инквизиторов. На самом же деле он построил новый мощный телескоп, с помощью которого открыл неизвестный ранее спутник Сатурна (Титан), но через некоторое время передал этот инструмент Паскалю, а тот через посредство Бульо презентовал прибор Гюйгенсу. Последний же, произведя необходимые наблюдения, присвоил открытие спутника себе.
Тем временем спор продолжал разрастаться, к нему подключились итальянские и голландские учёные. Первые сомневались в том, что Галилей понимал по-французски, вторые упрекали Шаля за попытку бросить тень на репутацию их великого соотечественника. Шаль оставался невозмутим. Каждый понедельник он исправно предъявлял всё новые и новые доказательства своей правоты, исходившие из мастерской всё того же неутомимого Врэн-Люка, и с такой же исправностью они публиковались в академическом бюллетене.
Стоит отметить, что ситуация постоянно повторялась: новые письма появлялись именно тогда, когда следовало опровергнуть очередной довод оппонентов, и содержали сведения, необходимые для этого. Объяснение этому странному совпадению было простым: каждый понедельник пунктуальный Люка являлся в гости к Шалю, при необходимости дожидаясь его возвращения с очередной дискуссии (и порой пользуясь этим досугом для изготовления очередной фальшивки). Когда же разгорячённый дискуссией академик приходил домой, он во всех деталях описывал Люка всё, что произошло во время заседания, не забывая упомянуть как собственные доводы, так и доводы своих оппонентов. Эти беседы всегда заканчивались одинаково: Шаль просил мошенника «поискать» в необъятной коллекции Буажурдена документ, подкрепляющий его собственную позицию, и через короткое время этот документ, конечно же, «находился».
5 апреля 1869 года чаша весов, казалось, склонилась на сторону Шаля, так как бессменный секретарь академии, взявший на себя экспертизу писем, заявил, что «презренный фальсификатор» никоим образом не смог бы подделать стиль Людовика XIV, ибо «за стилем стоит человек». Но уже на следующем заседании, 12 апреля 1869 года, сотрудник Парижской обсерватории Бретон с неоспоримостью доказал, что 16 «писем Паскаля» и часть «писем Галилея» просто скопированы из книги Александра Северьена «История современных философских учений», вышедшей из печати в 1761 году, Шаль, однако же, не спешил признавать себя побеждённым и через восемь дней предъявил письмо Александра Северьена, адресованное маркизе де Помпадур, в котором тот признаётся, что собирается использовать для своей будущей книги полученные от неё письма Галилея, Коперника, Гассенди, Паскаля и Ньютона, то есть сам Северьен выступал в качестве плагиатора, присвоившего себе чужие заслуги. Академики захотели знать, почему Северьен ничего не пишет об открытии спутника Сатурна, мнимой слепоте Галилея и т. д. Ничуть не смутившись, Шаль ответил, что Северьен был изгнан из дворца за вольнодумство и потому просто не успел это сделать.
26 апреля Леверье вновь поставил под сомнение документы, предъявленные Шалем, показав, что одно из писем Ньютона дословно скопировано из «Апологии» Фонтенелля. Шаль возразил, что в составлении «Апологии» принимал участие Монтескьё, и в доказательство тому привёл ещё несколько писем из своей огромной коллекции. Леверье немедленно воспользовался этим, указав, что Монтескьё побывал в Англии несколько лет спустя после смерти Ньютона (около 1729 года). «Апология» же вышла из печати ещё двумя годами позже — в 1731 году. Шаль в ответ выложил на стол ещё несколько писем, «с непреложностью» свидетельствовавших, что Монтескьё побывал в Англии в 1727 году инкогнито, причём путешествие было окружено такой тайной, что о нём не знали даже его биографы.
В июне — июле того же года Леверье показал, что текст так называемых «писем» дословно скопирован из сочинений Вольтера, Жердия, Шоффепье и других. Шаль и в этот раз не пожелал признать себя побеждённым, однако убедительное выступление Леверье всё же сумело поколебать его прежнюю уверенность. Для окончательного решения спора фотокопию одного из представленных писем Галилея решено было направить во Флоренцию для сравнения с подлинными документами, хранившимися в тамошней библиотеке. Ответ был категоричен: почерк, которым было написано письмо, разительно отличается от подлинного. Шаль, впрочем, настоял на повторной экспертизе, отправив во Флоренцию свежесфабрикованное послание, которое Врэн-Люка, учтя предыдущие ошибки, изготавливал со всей тщательностью. Результат оказался прежним.
На сей раз Шаль признал своё поражение, но 13 сентября 1869 года, не в состоянии поверить, что его ловко обвели вокруг пальца, заявил, что даже «если письма эти фальшивы, они уж никак не могли исходить из-под пера одного человека, не знавшего ни греческого, ни латыни, ни итальянского, ни единого раздела математики — и уже потому происхождение их покрыто тайной, и в подобных условиях ничего нельзя утверждать наверняка». Пожелтевшая бумага, изящный почерк, свойственный для XVI века, старые чернила — всё это, по мнению Шаля, свидетельствовало об их подлинности; кроме того, посредник был его земляком и уже поэтому никоим образом не был способен его обмануть. Однако выхода не было, и загнанный в угол академик вынужден был признаться, что он, поддавшись на обман Люка, приобрёл у того поддельные письма на общую сумму около 140 000 франков.

## Арест и суд

Парижская тюрьма Мазас, где отбывал наказание Врэн-Люка

Стараясь, чтобы жертва не сорвалась с крючка, и постоянно запугивая её тем, что «старик-хозяин» может передумать и потребовать возвращения уже купленного, Врэн-Люка приблизил своё разоблачение. По какой-то причине в сентябре 1869 года он, взяв задаток за очередные 3 тысячи документов, медлил с их вручением, находя всё новые отговорки. В результате между преступником и его жертвой произошла очередная стычка: Шаль стал упрекать своего земляка в нечестности и попытке уйти от собственных обязательств. Люка со всем хладнокровием и невозмутимостью, которые, по признанию самого академика, отнимали у него всякую волю к сопротивлению, тут же предложил вернуть 140 тысяч франков в обмен на всё купленное. И всё же в этот раз мошенник переоценил свои силы. Шаль заподозрил неладное и потребовал, чтобы за его поставщиком было установлено негласное наблюдение, что и было сделано. По собственному уверению, Шаль даже в то время не подозревал, что ему раз за разом вручаются подлоги, и боялся, что остаток драгоценной коллекции может уйти за границу. Однако в течение месяца сыщики не смогли выявить ничего подозрительного, и всё же Шаль потребовал арестовать мошенника. По-видимому, этот арест должен был носить предупредительный характер, чтобы раз и навсегда пресечь поползновения Врэн-Люка искать другого покупателя. Однако события повернулись для академика совершенно неожиданным образом. Врэн-Люка был взят под стражу 9 сентября на квартире, где жил вместе со своей любовницей. Любопытно, что его застали за вдохновенным сочинением очередного послания. Эта подметная грамота начиналась следующим образом: «Мсье, за это время у меня была возможность со всей возможной тщательностью ознакомиться с фрагментами Вашей книги „Математические принципы натуральной философии“, представленными мне в виде рукописи, и высказать мои мнения и пожелания по этому поводу, которых Вы, без сомнения, от меня ждёте…» Работа была прервана судебными приставами, и потому осталось неизвестным, кого оборотистый фальсификатор собирался сделать «автором» письма. По иронии судьбы, это случилось буквально за несколько дней до того, как флорентийцы подтвердили подложность писем, исходивших якобы от Галилея. Таким образом, сомнений в характере преступления уже не оставалось.
17 февраля 1870 года Дени Врэн-Люка предстал перед Исправительным трибуналом, в то время как специально назначенные эксперты Анри Бордье и Эмиль Мабий с неоспоримостью установили подложный характер писем и автографов, бывших частью коллекции мифического Буажурдена. Отнюдь не теряя присутствия духа, подсудимый заметил, что «эксперты поработали столь хорошо, что он не откажет себе в удовольствии прибавить к составленной ими картине ещё несколько штрихов». Не отрицая самого факта мошенничества, Врэн-Люка давал на вопросы судьи ответы, способные, по меньшей мере, вызвать недоумение. Так, на вопрос, признаёт ли он факт мошенничества, Люка ответил, что это «в меньшей степени истинно, в большей же нет». Когда его попросили конкретизировать свою мысль, мошенник столь же спокойно ответил, что признаёт подложность 27 тыс. документов и писем, в то время как 3 тыс. подлинных Шаль якобы утаил. При попытке выяснить, что могло содержаться в «спрятанных» документах, Люка немедленно показал свою слабую образованность в исторических вопросах, назвав в числе пропавших письма Бланки Кастильской, Алкуина и т. д., не существовавшие в природе. Ещё одно циничное «оправдание» сводилось к тому, что восторг, в который впадал академик от очередного фальшивого манускрипта, с лихвой окупает средства, затраченные на их покупку. Свидетелями на процессе выступили сам Мишель Шаль и двое экспертов. Кроме того, мошенник продолжал настаивать на том, что действовал исключительно из патриотических соображений, желая вернуть Франции потерянные ею позиции в научном мире. Отклика это не нашло.
Прокурор взял за основу фальшивые письма, говорившие сами за себя, и полностью выстроил картину преступления, начиная от добычи бумаги и кончая продажей, сопровождавшейся басней о невероятной «стариковской коллекции». Несколько раз его речь прерывалась громовым хохотом зала, совершенно заглушившим его голос в момент, когда обвинитель принялся читать написанные на современном для него французском языке — слегка стилизованном под XVI век — письма не существовавшего в природе галльского доктора Кастора Иисусу Христу.
Защитник, пытаясь обелить своего подопечного, построил свою речь на том, что, во-первых, Врэн-Люка, несмотря на то, что подлог можно было считать доказанным, вёл безупречную, едва ли не монашескую жизнь, не поддаваясь на парижские соблазны, сам себе дал образование и практически из нищеты поднялся до определённого положения. Вторым пунктом, на котором пытался настоять адвокат, было то, что фальшивки были изготовлены настолько явно и грубо, что академик, один из лучших умов Франции, просто не мог попасться на эту удочку, а если так, то никакого мошенничества не было, и подзащитный ни в чём не виноват.
Суд был сравнительно коротким, картина преступления совершенно ясна. 24 февраля 1870 года Дени Врэн-Люка был приговорён к двум годам тюрьмы за подлог. Кроме того, фальсификатор должен был заплатить штраф в 500 франков и оплатить все судебные издержки. Возмещения денег, потраченных Шалем на подделки Врэн-Люка, не предусматривалось.

## Последние годы

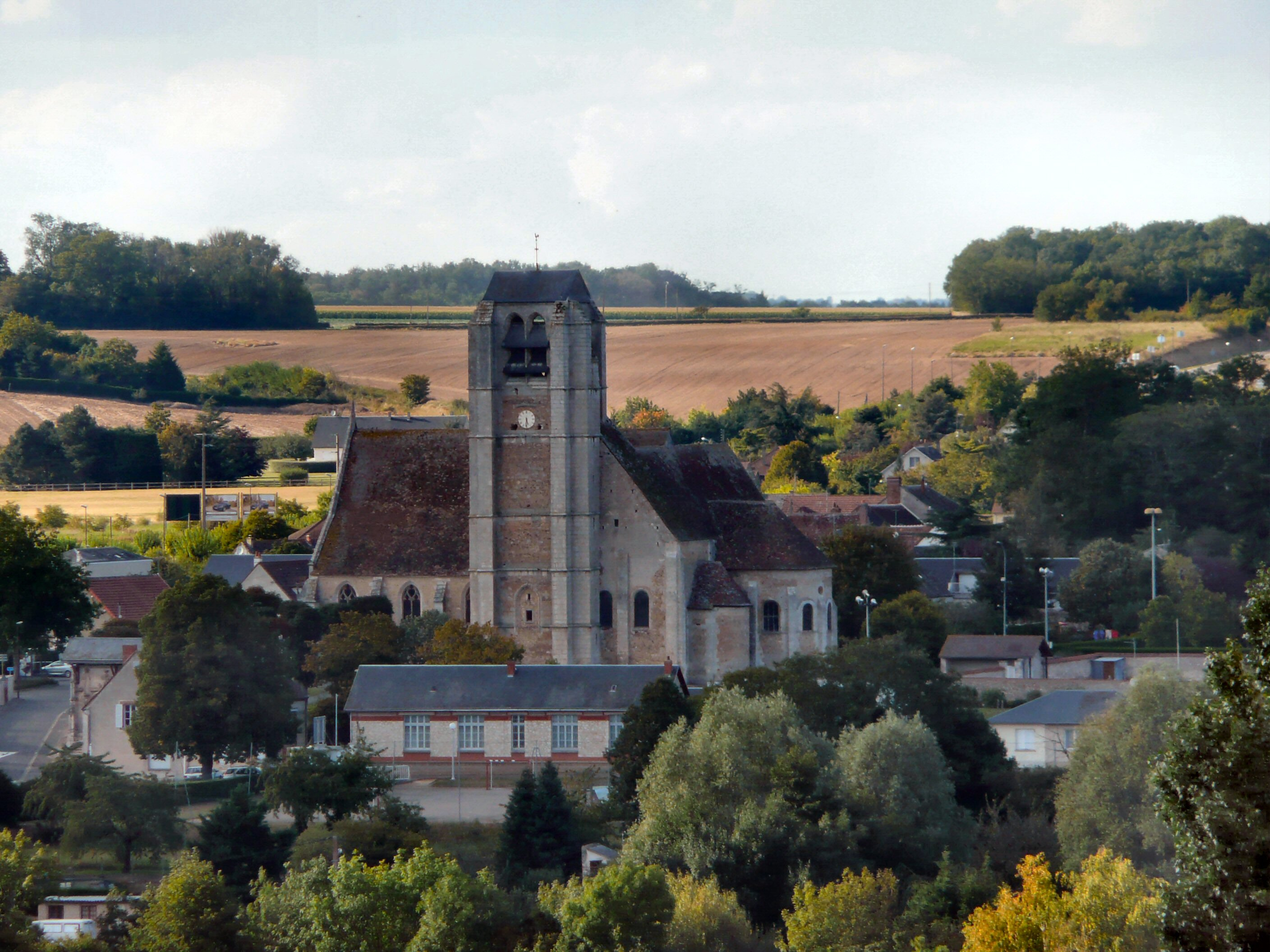
Шатодён. Церковь Сен-Жан де ла Шен

Отбывая наказание в тюрьме Мазас, куда был в том же году водворён арестованный поэт Артюр Рембо, мошенник показал себя образцовым заключённым, пунктуально исполнявшим все местные предписания. Более того, ему удалось втереться в доверие к начальнику тюрьмы и стать его личным секретарём. Здесь же он встретил начало франко-прусской войны, не без злорадства наблюдая из окна своей камеры за тем, как прусские войска («мстители за меня», как он писал из тюрьмы Шалю) вошли в Париж. Здесь же в тюрьме он пережил крушение империи, бегство Наполеона III и, наконец, становление французской республики.
Тогда же Дени Врэн-Люка ухитрился сочинить и передать на волю оправдательный мемуар. Надо сказать, что и в этом случае обманщик оказался верен себе. По его «чистосердечным» уверениям, первые письма были изготовлены в качестве розыгрыша, над которым он вместе с Шалем собирался затем посмеяться. Именно с этой целью в текст были внесены анахронизмы и нелепости, заметные даже ребёнку. В самом деле, продолжал Люка, он отнюдь не виноват, что всегда глубоко уважаемый и даже чтимый им Шаль жадно ухватился за предложенную возможность. Конечно же, признавал Люка, ему следовало остановиться на этом этапе, но человеческая натура слаба, и он не смог устоять перед искушением. Понимая, какая ответственность ложится на него в этом случае, продолжал мошенник, он решил посодействовать торжеству истины и положить в основу своих фальшивок подлинные, хотя и «малоизвестные документы», которые Шаль якобы собирался употребить для новой книги, призванной пролить свет на забытые неблагодарными потомками факты французской истории. Утверждая, что множество открытий и научных разработок действительно были украдены у французов, он пытался таким образом привлечь внимание общественности к этой проблеме. В конце концов, мошенник договорился до того, что мифическая книга Шаля должна была стать «историей, основанной на истине». В самом деле, продолжал Врэн-Люка, если бы не англомания, ослепившая умы, французам давно следовало бы знать, что Ньютон был всего лишь лгуном и плагиатором, укравшим у Паскаля не только свой знаменитый закон, но и бином. Мемуар этот позднее попал к Мари-Лор Прево, которая и опубликовала отрывки из него в издании, выходившем под эгидой Национальной библиотеки Франции. Там же этот документ хранится и поныне, выступая, по выражению автора книги «Знаменитые судебные процессы в Эр и Луар», единственной подлинной рукописью в сборнике, озаглавленном «Фальшивки Врэн-Люка, 1870 год».
Кроме того, он попытался воздействовать на свою жертву ещё раз. Узнав о том, что во время пожара, возникшего в результате обстрела Парижа пруссаками, сгорело здание трибунала и вместе с ним сгинуло в огне его собственное следственное дело, Врэн-Люка в 1871 году написал Шалю лицемерное письмо, полное подтасовок и лжи, в котором обвинял академика в «предательстве» и возлагал на него ответственность за свои «невинные страдания». На этом основании он потребовал для себя свободы. Неизвестно, сумело ли это письмо найти своего адресата, но добиться своей цели авантюристу не удалось.
Тюремное заключение не отрезвило Врэн-Люка. 18 февраля 1873 года, едва лишь выйдя на свободу, он опять попал под арест. На сей раз он «не удержался от соблазна» составить пышную родословную для некоего аббата, в качестве платы за свои услуги потребовав немалую сумму наличными. Однако аббат распознал подлог и устроил скандал. Фальсификатора, пытавшегося сбежать с деньгами и прихваченными на продажу у жертвы старинными книгами, сумели настичь и арестовать. На этот раз его приговорили к трём годам тюремного заключения за «кражу, мошенничество и злоупотребление доверием». Кроме того, по приговору суда ему был отныне запрещён доступ в библиотеки и читальные залы. Впрочем, находчивого фальсификатора это не остановило. Немедля по выходе на свободу он обратился с жалобой к министру юстиции, требуя отменить столь несправедливый запрет, ибо «закону следует выступать орудием защиты, а не наказания». Неизвестно, дан ли был этой жалобе официальный ход, но в 1876 году Врэн-Люка вновь был осуждён на 4 года тюрьмы, 500 франков штрафа и 10 лет полицейского надзора за очередную кражу книг.
Наконец, в 1881 году Дени Врэн-Люка, ставший к тому времени букинистом в Шатодёне, скончался от водянки, уже при жизни получив имя «короля фальсификаторов».

## Комментарии
1. ↑  Из письма Люка Мишелю Шалю известно, что следственное дело, содержавшее, среди прочего, биографические сведения, сгорело при бомбардировке Парижа пруссаками во время франко-прусской войны.
2. ↑  Каждая законченная работа в обязательном порядке подписывалась автором.
3. ↑  Мсье Куртуа отошёл от дел за 12 лет до того, продав контору оборотистому Летеллье, но его имя по-прежнему оставалось на вывеске.
4. ↑  Шаль со своей стороны делал всё возможное, чтобы восстановить смысл расплывшихся строк и передал несколько писем прославленному химику Сен-Клер Девилю. Тот, однако, вскоре вернул их совершенно почерневшими, объяснив, что морская вода совершенно обесцветила чернила, а попытка вернуть им яркость привела лишь к тому, что содержавшийся в их составе сульфат железа расплылся по бумаге.
5. ↑  Поддельность писем буквально бросалась в глаза, император никогда не подписывался «Карл V» и также не имел обыкновения называть Рабле «мэтром», но в тот момент подлог остался незамеченным.
6. ↑  Так, к примеру, Паскаль рассуждает о мушке, плавающей на поверхности кофе, но во Франции этот напиток появился через 7 лет после его смерти.
7. ↑  Надо сказать, что Брюстеру вообще везло на мистификации. Пройдёт не так уж много лет, как очередной оборотистый мошенник сделает его одним из главных героев Большого лунного надувательства.
8. ↑  По уверениям академика, эти три тысячи так никогда и не были получены.
9. ↑  В 2004 году американский историк науки, профессор Северо-западного университета Кен Олдер (англ. Ken Alder) опубликовал это письмо в журнале Critical Inquiry.